# Gulay
Pour les articles homonymes, voir gvl.

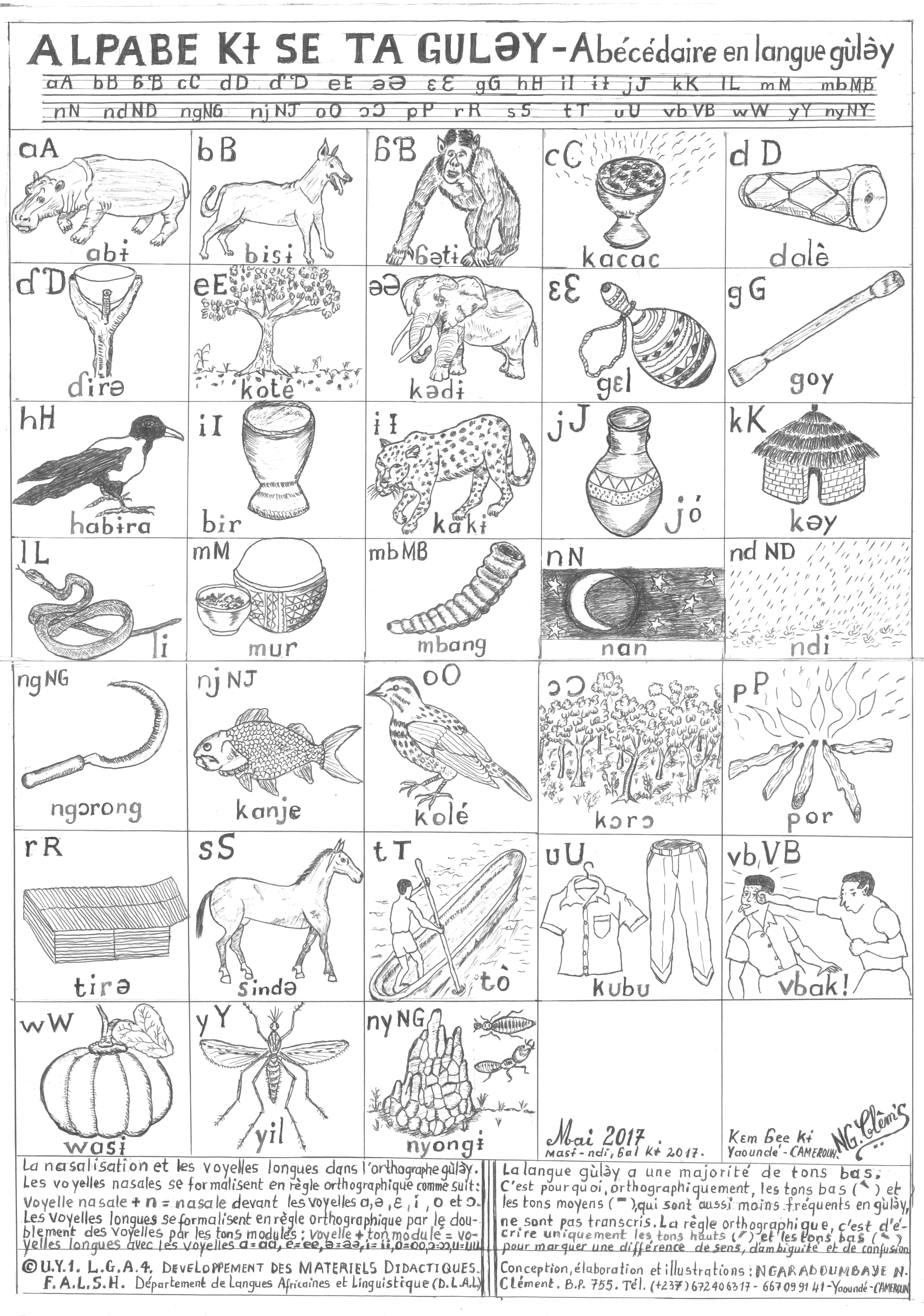
Abécédaire en langue guley

Le gulay, aussi appelé gulei ou guley, est une langue nilo-saharienne, du groupe des langues sara, parlée au Tchad.

## Situation de la langue guley et sa communauté linguistique
Sa communauté linguistique est située au sud du Tchad en jonction de trois régions à savoir: le Logone Oriental, le Mandoul et la Tandjilé à l'intérieur desquelles on dénombre neuf cantons. Il s'agit des cantons suivants: Dobo, Dono-Manga, Mayim-Toki, Kara, Kututu, Murum-Gulei, Ngerguigui, Ngangara et Péni. Aujourd'hui, avec le nouveau découpage administratif des régions en 2012, le canton de Dono-Manga est érigé en département tandis que les cantons de Kara, Murum-Guley, Ngangara et Péni deviennent des sous-préfectures. C'est à l'issue de ce dernier recensement que le nombre total des Guley s'élève à 250 478 y compris ceux de la diaspora.

## Carte régionale de la communauté guley

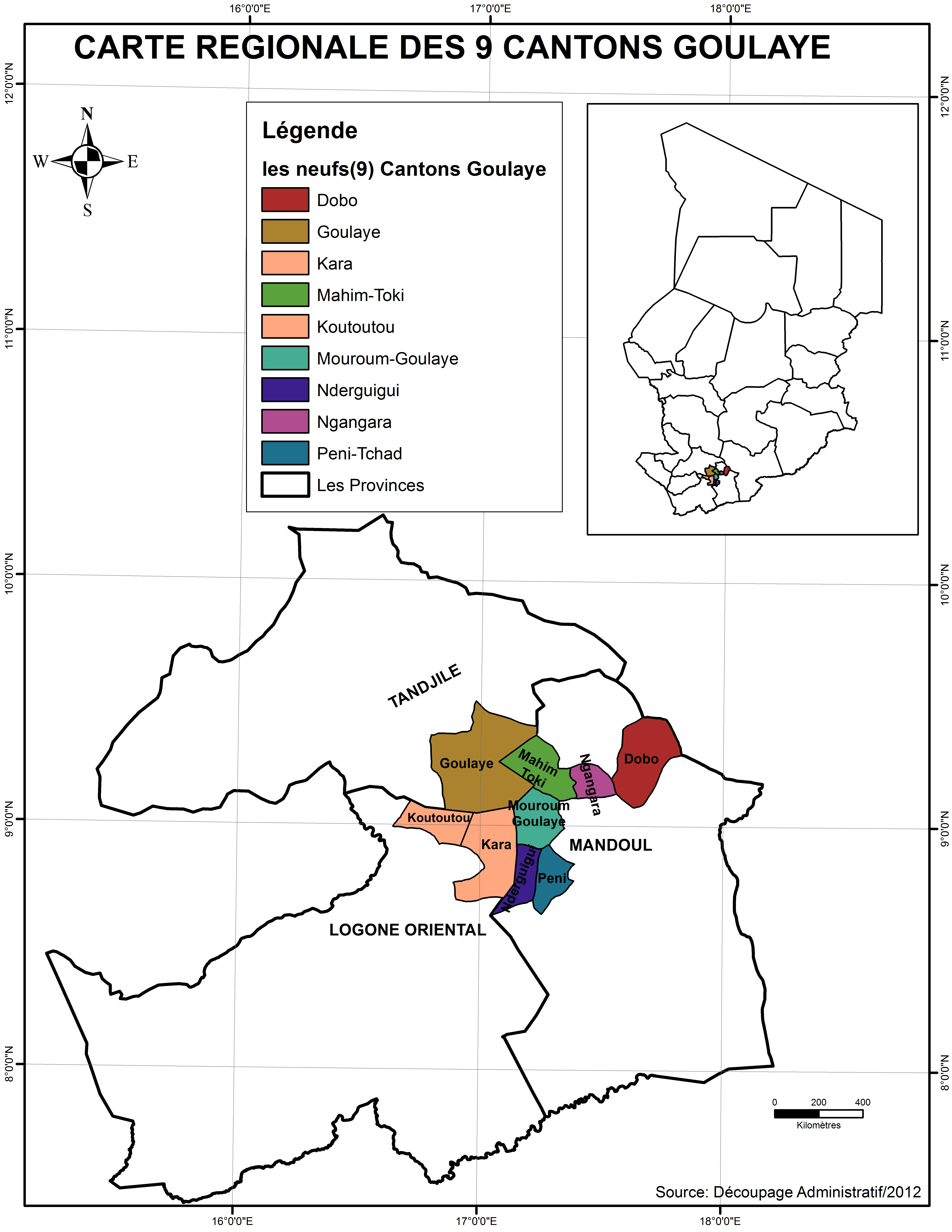

Situé  au cœur de la zone méridionale entre le 8° 40' et 10° 22' de latitude Nord et entre le 16° 15' et le 17° 52' de longitude Est, la délimitation régionale au sein de laquelle vivent les Guley se départage entre les 3 régions susmentionnées: le Logone Oriental, le Mandoul et la Tandjilé. Les deux cantons Kara (aujourd'hui sous-préfecture) et le canton de Kututu se trouvent dans le Logone Oriental, précisément dans la Pendé), les six autres cantons Murum-Guley, Ngangara et Péni (érigés aussi en sous-préfectures), Dobo, Mayim-Toki et Nderguigui sont dans le Mandoul. Tandis que le dernier canton Dono-Manga se trouvant dans la Tandjilé-Est devient un département.

## Travaux linguistiques sur la langue guley
La langue guley a été au contact de l'écriture depuis la pénétration des missions chrétiennes dans les années 1927-1930. Il s'agit des missions protestantes des ACT (Assemblées chrétiennes du Tchad) dans la région du Logone Occidental, la Sudan United Mission (SUM) la Mission Unie du Soudan aujourd'hui l'Église Evangélique du Tchad (EET) dans le Logone Occidental et une partie de la Tandjilé et du Mayo Kebbi, la Mission Baptiste dans le Moyen Chari et l'Église Catholique qui couvre également toutes ces régions. En plus de leurs œuvres de mission et d'évangélisation, ces missionnaires blancs venus d'Europe ont développé des systèmes d'écriture par le bais desquels ils alphabétisaient avec les communautés au sein desquelles ils se sont installés, ils ont traduit des matériels didactiques (présyllabaires, syllabaires, manuels de catéchisme), produit des cantiques et publié des portions de la Bible et plus tard leur publication complète. Parallèlement aux travaux des missionnaires susmentionnés, dans le domaine technique, des équipes de traduction composés des natifs sont mises sur pieds pour traduire des Nouveaux Testaments et les Anciens Testaments en langues maternelles. Ce sont les missionnaires de la SUM en milieu guley qui prirent l'initiative de traduire des portions des Saintes Écritures dès les années 1954 appuyés par d'autres manuels d'édification des chrétiens jusqu'aux années des indépendances de 1960. Année au cours de laquelle les responsables ecclésiastiques autochtones prirent le relais. De 1960 à 1980, l'œuvre missionnaire en collaboration avec les natifs continua jusqu'à la mise sur pieds de l'équipe de traduction en 1984 qui, compte tenu des difficultés des événements politiques et sociaux qu'a traversés le Tchad ne publia le Nouveau Testament que récemment en janvier 2007 sous la supervision de l'Alliance Biblique du Tchad. Une nouvelle équipe est à l'œuvre pour traduire l'Ancien Testament. 
C'est avec la création du Département linguistique à l'Université de N'Djaména dans les années 1990, l'ère aussi de l'ouverture démocratique, que des étudiants en langues vont commencer à étudier la langue guley, surtout leurs études phonologiques ont permis d'approfondir les recherches dans les domaines de la phonétique, de la phonologie, de la syntaxe, etc. Nous présenterons quelques-uns dans la bibliographie. Aussi, en l'an 2000, il est créé une association de développement de langue dénommée Association pour la Transmission et la promotion de la langue guley (en abrégé ATPLG). Association reconnue légalement par l'État tchadien le 15 mars 2000 (Folio N° 874/2000 du Ministère de l'Intérieur). C'est une association civile, apolitique et sans but lucratif qui a pour objectifs la promotion, la standardisation et la modernisation de la langue guley à travers ses locuteurs et membres (physiques et moraux). En collaboration avec la SIL Internationale et l'ATALTRAB (l'Association Tchadienne pour l'Alphabétisation, la Linguistique et la Traduction de la Bible qui a sa direction à Moundou, le RADELANAT (le Réseau de Développement des Langues Nationales du Tchad avec comme siège à N'Djaména), plusieurs de ses membres sont formés en linguistique, en alphabétisation, en traduction de la Bible, en méthodes pour écrire des livres, etc. C'est ainsi que dans la littérature guley, il y a eu la publication des milliers de manuels en des littératures confondues: littérature pédagogique (livres pour enfants), littérature andragogique (livres pour adultes tels que les présyllabaires, les syllabaires, les livrets de santé), littérature traditionnelle (contes, proverbes, récits), littérature religieuse (histoires bibliques, portions de la Bible, cantiques, catéchisme), littérature sur la culture générale, etc.

## Écriture
| a  | b | ɓ  | c  | d  | ɗ  | e | ə | ɛ | g | h | i | ɨ | j  | k | l | m |
| mb | n | nd | ng | nj | ny | o | ɔ | p | r | s | t | u | vb | w | y |   |

L'alphabet guley a été modifié lorsque ce fut nécessaire et selon l'évolution du temps. Lorsque les missionnaires de la SUM avaient vu les besoins de la communauté guley dans l'apprentissage des documents traduits, ils avaient dès les années 1940-1950 l'opportunité d'élaborer une orthographe calquée sur la langue française. Cette orthographe a fait ses preuves de 1940 jusqu'aux années 1990. Dans le souci de traduire le Nouveau Testament en guley, les traducteurs ont bénéficié de formation linguistique en des cours d'été appelés DTL "Découvre Ta Langue",, organisés par la SIL Internationale. À l'issue de ces cours, l'orthographe est révisé avec l'introduction de certains graphes (lettres) afin de publier ledit Testament; cette orthographe a servi de 1995 à 2000. De 2000 jusqu'à nos jours, il y a une nouvelle orthographe qui est en train d'être présentement utilisée aussi bien dans la traduction de l'Ancien Testament en guley que le programme d'alphabétisation au sein de la communauté. De l'initial à l'actuel, l'alphabet guley n'a pas subi beaucoup de modification. Cependant certains graphes ont des traits pertinents en guley : les prénasalisés tels que mb, nd, ng et nj. Ceux-ci sont présentés comme des lettres à part entière dans le programme d'alphabétisation.